# Vermuntwerk
Das Vermuntwerk ist ein Hochdruck-Speicherkraftwerk der illwerke vkw und liegt am Talende des Montafons in Partenen, einem Ortsteil der Vorarlberger Gemeinde Gaschurn.
Es nutzt die Höhendifferenz von 714 m vom Vermuntsee (1743 m ü. A.) ins Montafontal (1030 m ü. A.) zur Erzeugung von elektrischer Energie. Im Krafthaus werden mit einer Gesamtwirkleistung von 163 Megawatt (MW) durchschnittlich 270 Gigawattstunden elektrische Energie pro Jahr erzeugt.
Vom Vermuntwerk aus wird das Wasser über Stollen und Aquädukte zum Staubecken Latschau geleitet.

## Geschichte
Das Vermuntwerk ist das erste Kraftwerk der Werksgruppe der ehemaligen Vorarlberger Illwerke AG. Im April 1925 wurde der Bau des Kraftwerks beschlossen und noch im selben Jahr wurde mit den Arbeiten begonnen. Bereits 1930 konnte das Kraftwerk noch vor der Fertigstellung der Staumauer des Vermuntsees in Betrieb genommen werden. Eingeweiht wurde das seinerzeit größte Wasserkraftwerk Österreichs im Jahr 1931 durch Dekan Barnabas Fink. 1930 hatte das Kraftwerk vier Turbinen mit jeweils 22 MW. 1939 wurde es um eine zusätzliche Turbine erweitert. In den Jahren 1952 bis 1953 wurden die vier alten eindüsigen Turbinen durch stärkere zweidüsige Turbinen mit jeweils 30 MW ersetzt.

## Technik

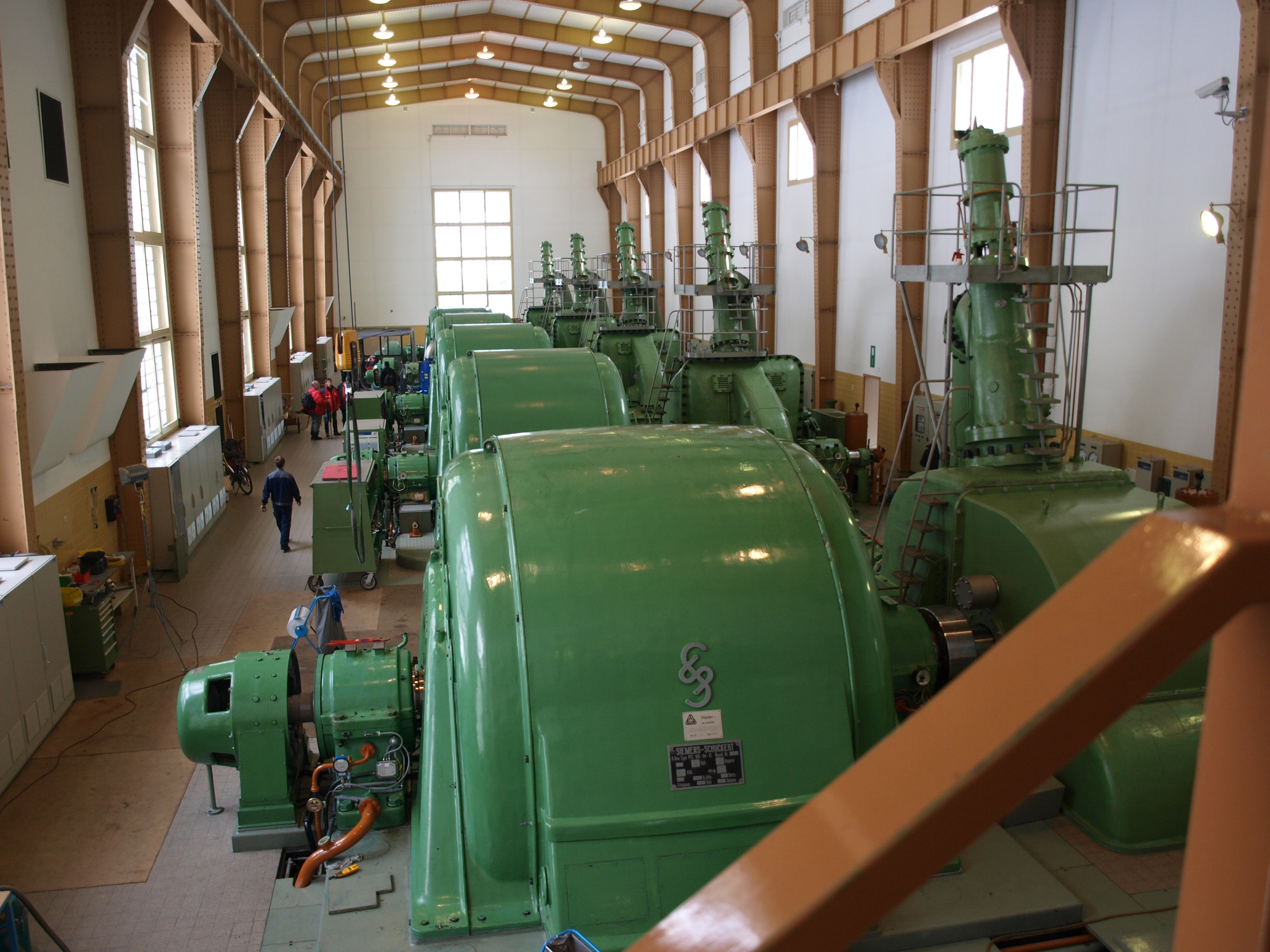
Maschinenhalle, vom ehemaligen Leitstand aus gesehen. Im Vordergrund die Maschinengruppe 5

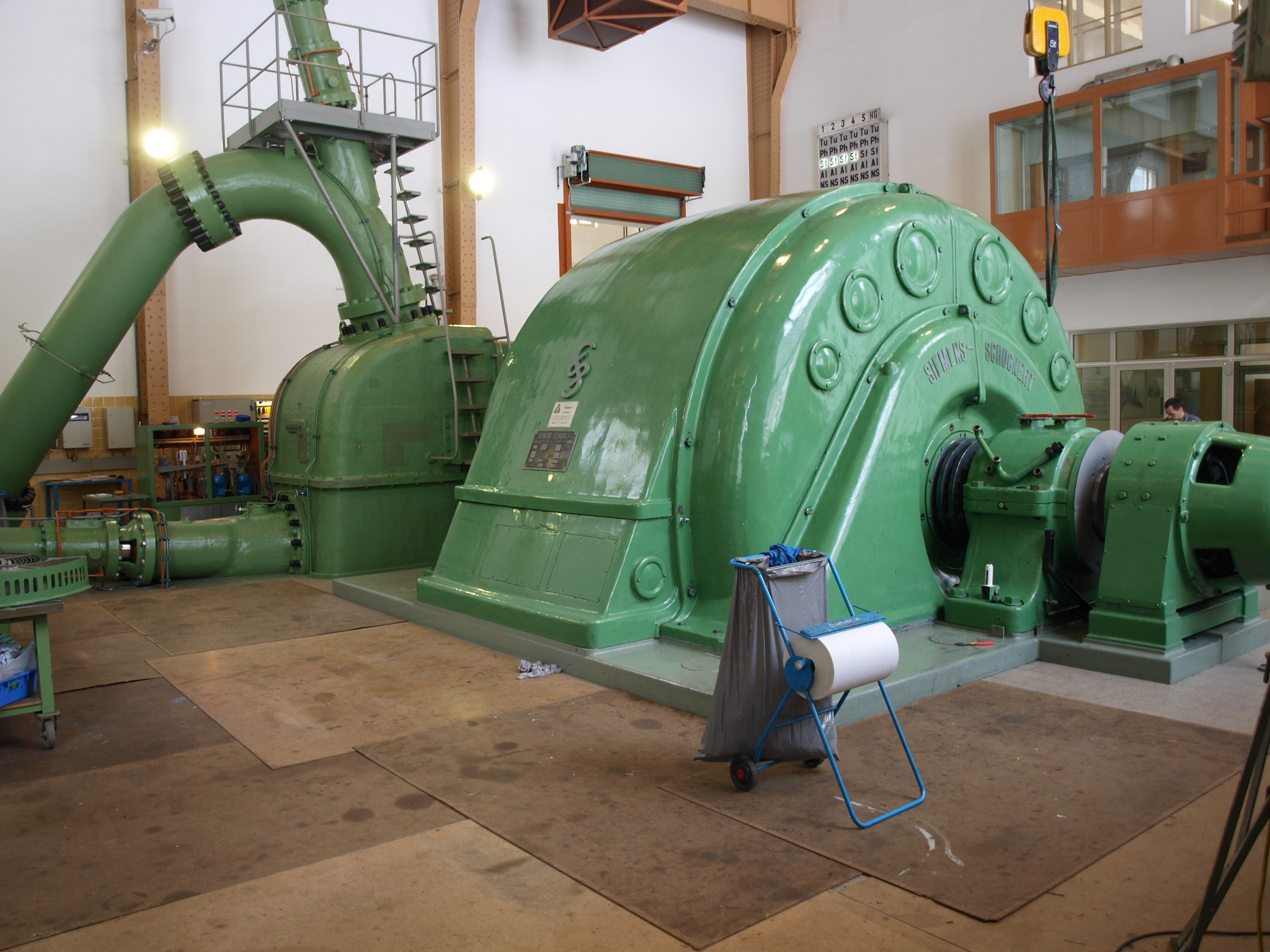
Maschinengruppe 5 – im Vordergrund der Generator von Siemens-Schuckert, hinten die Turbine; unterhalb des Kranhakens gut sichtbar einer der hydraulischen Wellenböcke

Im Krafthaus sind fünf Maschinengruppen installiert. Jede Maschinengruppe besteht aus je einer zweidüsigen Pelton-Turbine und einem Generator. Die Maschinengruppen sind horizontalachsig aufgebaut.
| Parameter             | Maschinengruppen 1 bis 4 | Maschinengruppe 5 | Einheit |
| --------------------- | ------------------------ | ----------------- | ------- |
| Gesamtwirkleistung    | 2 × 30 und 2 × 33        | 37                | MW      |
| Durchfluss            | 5                        | 6                 | m3/s    |
| Drehzahl              | 500                      | 500               | min−1   |
| Generatornennleistung | 2 × 30 und 2 × 33        | 39                | MVA     |
| Generatornennspannung | 6                        | 6                 | kV      |

Quelle der Tabellendaten: Illwerke, Leistungsdaten laut UVP-Bescheid von 2021
Das Kraftwerk ist über vier 6-/110-kV- und einen 6-/20-/110-kV-Blocktransformatoren, eine 110-kV-Freiluftschaltanlage und eine 110-kV-Doppelleitung zur Umspannanlage Bürs an das Stromnetz angebunden.

## Umbauvorhaben
Für 2024/25 planen die Illwerke einen grundlegenden Umbau des Kraftwerks. Die bisherigen fünf Maschinensätze sollen durch zwei neue mit einer Leistung von je 85 MW ersetzt werden. Die Gesamtleistungssteigerung von 163 MW auf 170 MW  und auf ein Regelarbeitsvermögen von 286 GWh/Jahr bei gleichbleibendem Wasserverbrauch (26 m³/s) und unveränderter Fallhöhe ergibt sich aus Wirkungsgradsteigerungen von Turbinen, Generatoren und Trafos.